# Posada Chyrowska
Posada Chyrowska (ukr. Хирівська Посада) – część miasta Chyrowa na Ukrainie, blisko granicy z Polską, w obwodzie lwowskim, w rejonie samborskim. Leży we wschodniej części miasta, wzdłuż głównej drogi na Słochynie. Dawniej samodzielna wieś.
Urodził się tu Mychajło Galo, ukraiński wojskowy.

## Historia
Do 1931 samodzielna wieś gmina jednostkowa. Pod zaborem austriackim gmina do 1867 należała do Bezirk Stara Sól w cyrkule samborskim. 28 lutego 1867 weszła w skład nowo utworzonego powiatu staromiejskiego.
W II Rzeczypospolitej miejscowość należała do powiatu starosamborskiego w woj. lwowskim; w 1921 roku liczyła 836 mieszkańców.
28 kwietnia 1931 Posadę Chyrowską włączono do Chyrowa. 
Po wojnie wraz z Chyrowem włączona do Związku Radzieckiego (Ukraińskiej SRR).